# Jacinto Rivero
Jacinto Rivero (1932-1997) fue un grabador paraguayo. Cursó Grabado con el maestro brasileño Livio Abramo en el Taller “Julián de la Herrería” del Centro de Estudos Brasileiros, en el año 1956.

## Primeros pasos
Entre sus muchas exposiciones individuales figuran las de Santiago de Chile en 1956; Ciudad de México en 1958; Caracas (Venezuela) y Montevideo (Uruguay) en 1960; Asunción, Caracas, Quito (Ecuador), Lima (Perú), La Paz (Bolivia), Santiago de Chile y Buenos Aires, en 1967; Río de Janeiro (Brasil), en 1970; Múnich (Alemania) y Roma (Italia), en 1974; San Pablo (Brasil) en 1977; Asunción en 1978.
Participó asimismo en numerosas exposiciones colectivas en su país y en varias capitales latinoamericanas, desde 1956 y en las Bienales de São Paulo, la X, en 1969; de Buenos Aires, la 3a. del Grabado, en 1967 y la de San Juan de Puerto Rico en 1974.
A poco de su fallecimiento, el 17 de mayo de 1997, el gran crítico de arte paraguayo Ticio Escobar, en un artículo titulado “Acerca de la imagen que dejó Jacinto – La obra de un creador único y original que expresó la tradición y el espíritu popular” y que se trascribe in extenso señala: “Enfrentado a la figura en forma directa, Jacinto Rivero, una de las figuras centrales de la xilografía paraguaya, ha sido clasificado muchas veces como “naïf”. Y, en verdad, su grabado apoyado en la sencillez de la anécdota, alimentado de la iconografía popular y confeccionado con minucioso detalle y despreocupación académica, corresponde bien a algunas de las notas básicas que definen la posición llamada “naïf”.

## Trayectoria
Por eso Livio Abramo escribe en 1978: “Tal vez Jacinto sea uno de los más legítimos y auténticos representantes del alma popular paraguaya, del espíritu de este pueblo que, cercado por países gigantes que están, infelizmente, perdiendo sus propias fisonomías culturales en el altar de esta deformadora civilización tecnológica, de este pueblo, repito, que aún conserva, por lo menos entre los humildes, su autenticidad cultural en aquellas cosas que le permiten continuar siendo él mismo”.
Y el gran artista brasilero conoce muy bien la obra de Jacinto porque fue su maestro. En 1956 Livio funda el taller “Julián de la Herrería” y cuenta en seguida con Jacinto como discípulo y como apoyo. La xilografía de Jacinto Rivero, surgida a partir de su participación en este taller y afirmada en la década de los sesenta, se refiere con convicción, con el conocimiento que la experiencia propia, a escena de la vida popular rural y suburbana del Paraguay a través de un lenguaje gráfico escueto y expresivo. Compuesta con directos golpes de gubia a partir de la textura de la madera y de la superficie plana de la matriz, la obra de Jacinto asume eficientemente las posibilidades formales de la xilografía y resume con seguridad la expresión del paisaje paraguayo: paisaje de su naturaleza y de sus habitantes, de su memoria y de su extraña historia.
Por su parte, Josefina Plá, la ilustre intelectual hispano-paraguaya, en su estudio “Treinta y tres nombres de las artes plásticas paraguayas” (1973) señala: “Jacinto Rivero ha seguido desde su iniciación una línea caracterizada por un ingenuismo de toque mágico, que lo constituiría en heredero directo de los grabadores del Setenta. Su temática arraiga, como sus formas, en la tierra, y es acentuada y sabrosamente personal...”

## Últimos años
Unánimemente considerado por la crítica y el público como la más alta cifra del grabado popular paraguayo, falleció Jacinto Rivero en su ciudad natal, el 7 de mayo de 1997.